# Кар (митология)
Вижте пояснителната страница за други значения на Кар.
Кар (на старогръцки: Κάρ, Kar) в гръцката митология е първият цар на Мегара.
Той е син на речния бог Фороней и на Кердо и няма деца.
На него е наречен Акропола на Мегара Кария, където е основал храм на Деметра. По времето на Павзаний неговият гроб се виждал на пътя от Мегара за Коринт.